# Ромбічні пітони
Ромбічні пітони (Morelia) — рід неотруйних змій Ромбічні пітони родини Пітони. Має 12 видів. Інша назва «килимові пітони».

## Опис
Загальна довжина представників цього роду коливається від 1,5 до 5,5 м. Дуже рідко зустрічаються пітони до 8,5 м. Тулуб порівняно тонкий, сильний. Мають різноманітне забарвлення, в якому присутні здебільшого коричневі та жовтуваті кольори. Малюнок складається з різноманітних поперечних смуг або ромбічних плям. Зустрічається й однотонне забарвлення — жовтувате або оливково-коричневе. Часто малюнок й основний тон значно коливаються у межах виду.

## Спосіб життя
Це переважно деревні або напівдеревні змії, більшу частину життя проводять у кронах дерев. Харчуються ссавцями та птахами, але не гребують ящірками. Деякі види «спеціалізуються» на фруктоїдних кажанах — криланах, деякі живляться дрібними та середніми сумчастими, наприклад сумчастими щурами та валлабі. Здобич свою ці пітони душать, обвиваючись кільцями навколо тіла жертви.
Це яйцекладні змії.

## Розповсюдження
Мешкають в Австралії, на Новій Гвінеї, Молуккських островах та в Індонезії.

## Види
- Morelia amethistina
- Morelia boeleni
- Morelia bredli
- Morelia carinata
- Morelia clastolepis
- Morelia kinghorni
- Morelia mippughae
- Morelia nauta
- Morelia oenpelliensis
- Morelia spilota
- Morelia tracyae
- Morelia viridis